# Clarence D. Martin
Clarence D. Martin (nascido em 29 de junho de 1886 - 11 de agosto de 1955) serviu dois mandatos como governador do estado de Washington entre 1933 até 1941 como membro do Partido Democrata.